# (5617) Emelyanenko
(5617) Emelyanenko est un astéroïde de la ceinture principale.

## Description
(5617) Emelyanenko est un astéroïde de la ceinture principale. Il fut découvert le 5 mars 1989 à l'Observatoire Palomar par Eleanor Francis Helin. Il présente une orbite caractérisée par un demi-grand axe de 2,43 UA, une excentricité de 0,14 et une inclinaison de 5,4° par rapport à l'écliptique.

## Compléments